# Cao Duy Sơn
Cao Duy Sơn (tên khai sinh là Nguyễn Cao Sơn; sinh năm 1956) là nhà văn Việt Nam, được tặng Giải thưởng Nhà nước về Văn học Nghệ thuật vào năm 2017.  

## Tiểu sử
Cao Duy Sơn tên thật là Nguyễn Cao Sơn. Ông sinh ngày 28 tháng 04 năm 1956 tại Cô Sầu, huyện Trùng Khánh, tỉnh Cao Bằng. Ông là người dân tộc Tày.
Tháng 8 năm 1973, Cao Duy Sơn nhập ngũ, tham gia Quân đội thuộc Sư đoàn 304A. Tháng 3 năm 1976, Trung đoàn 123 của ông lên Lạng Sơn tuyển quân nhưng đến tháng 10 năm 1978 thì đột ngột chuyển quân ra biên giới xây dựng các điểm chốt giữ và đơn vị ông đã trực tiếp chiến đấu ở chiến trường Lạng Sơn trong Chiến tranh Biên giới Việt Trung.
Năm 1980, ông chuyển ngành sang Đài phát thanh Cao Bằng làm phóng viên. Năm 1989, ông học Trường viết văn Nguyễn Du (bây giờ là Đại học Văn hóa Hà Nội). Năm 1992 ra trường, ông trở về làm việc tại Đài phát thanh truyền hình Cao Bằng. Năm 2001, ông chuyển sang Hội Văn học Nghệ thuật Cao Bằng.
Từ năm 2003, ông chuyển về Hội Văn học nghệ thuật các dân tộc thiểu số Việt Nam làm Chánh văn phòng Hội. Sau đó ông làm Phó Chủ tịch Hội Văn học Nghệ thuật các dân tộc thiểu số Việt Nam, Tổng biên tập Tạp chí Văn hóa các dân tộc.
Ông là đảng viên Đảng Cộng sản Việt Nam; hội viên Hội Nhà văn Việt Nam từ năm 1997.

## Sự nghiệp
Cao Duy Sơn là nhà văn đã được khẳng định tên tuổi trong dòng văn học viết về đề tài miền núi, dân tộc. Ông đã có 6 tập truyện ngắn: Những chuyện ở lũng Cô Sầu; Những đám mây hình người; Hoa bay cuối trời; Ngôi nhà xưa bên suối; Người chợ; Non cao rừng thẳm, và 6 cuốn tiểu thuyết: Người lang thang; Cực lạc; Hoa mận đỏ; Đàn trời; Chòm ba nhà; Biệt cánh chim trời.
Trong sự nghiệp sáng tác của mình, Cao Duy Sơn ít viết cho thiếu nhi, nhưng trong số ít ấy có truyện ngắn Chích bông ơi! đã được đưa vào sách giáo khoa Ngữ văn 6, tập 2, bộ ''Cánh diều''.
Cao Duy Sơn đã giành được nhiều giải thưởng văn học: Giải A văn học dân tộc thiểu số Hội Nhà văn Việt Nam năm 1993 trao cho tiểu thuyết Người lang thang; Tặng thưởng của Hội Nhà văn Việt Nam trao cho tập truyện ngắn Những chuyện ở lũng Cô Sầu năm 1997; Giải B của Hội Văn học nghệ thuật các dân tộc thiểu số Việt Nam trao cho tập truyện ngắn Những đám mây hình người năm 2003; Giải A của Hội văn học nghệ thuật các dân tộc thiểu số Việt Nam năm 2007 trao cho tiểu thuyết Đàn trời;  Giải thưởng Hội Nhà văn Việt Nam trao cho tập truyện ngắn Ngôi nhà xưa bên suối năm 2008; Giải thưởng văn học Đông Nam Á trao cho tập truyện ngắn Ngôi nhà xưa bên suối năm 2009.
Năm 2017, ông được tặng Giải thưởng Nhà nước về Văn học Nghệ thuật với cụm tác phẩm: Đàn trời (tiểu thuyết); Ngôi nhà xưa bên suối (tập truyện ngắn).

## Tác phẩm chính

### Tiểu thuyết
- Người lang thang (tiểu thuyết, 1992);
- Cực lạc (tiểu thuyết, 1995);
- Hoa mận đỏ (tiểu thuyết, 1999);
- Đàn trời (tiểu thuyết, 2006);
- Chòm ba nhà (tiểu thuyết, (2009);
- Biệt cánh chim trời (tiểu thuyết)

### Truyện ngắn
- Những chuyện ở lũng Cô Sầu (truyện ngắn, 1996);
- Những đám mây hình người (truyện ngắn, 2002);
- Ngôi nhà xưa bên suối (tập truyện ngắn, 2007);
- Hoa bay cuối trời (tập truyện ngắn, 2008);
- Người chợ (truyện ngắn, 2010);
- Non cao rừng thẳm (tập truyện ngắn, 2022).

## Vinh danh
- Giải thưởng Nhà nước về Văn học Nghệ thuật năm 2017.

### Giải thưởng văn học
- Giải A văn học dân tộc thiểu số Hội nhà văn Việt Nam năm 1993.
- Tặng thưởng của Hội Nhà văn Việt Nam năm 1997.
- Giải B của Hội Văn học nghệ thuật các dân tộc thiểu số Việt Nam năm 2003.
- Giải A của Hội văn học nghệ thuật các dân tộc thiểu số Việt Nam năm 2007.
- Giải thưởng Hội nhà văn Việt Nam năm 2008.
- Giải thưởng văn học Đông Nam Á năm 2009.